# شیلینگ اوگاندا
شیلینگ اوگاندا (به انگلیسی: Ugandan shilling) (به زبان بومی: Shilingi ya Uganda) با کد ایزوی UGX، یکای پول رایج در کشور اوگاندا است. مسئولیت کنترل این یکای پول برعهدهٔ بانک اوگاندا قرار دارد.
شیلینگ اوگاندا اولین بار در سال ۱۹۶۶ ظاهر شد و جایگزین شیلینگ آفریقای شرقی شد که رسمی‌ترین روش پرداخت در کشورهای کنیا، اوگاندا، تانگانیکا و زنگبار بود. یک دلار آمریکا حدوداً برابر با ۳۶۷۸ UGX (دلار آمریکا به شیلینگ اوگاندا) و یک یورو حدوداً برابر با ۴۴۰۷ UGX (یورو به شیلینگ اوگاندا) است.
اسکناس‌های رایج و در گردش اوگاندا شامل: ۱۰۰۰، ۲۰۰۰، ۵۰۰۰، ۱۰/۰۰۰، ۲۰/۰۰۰ و ۵۰/۰۰۰ است. شیلینگ اوگاندا یک ارز نسبتاً پایدار است و طی چند سال گذشته ارزش آن بیش از ۵ درصد کاهش نیافته‌است.